# Serie formală
În algebră, conceptul de serie formală reprezintă o generalizare a noțiunii de polinom.
A apărut în lucrările lui Isaac Newton și are aplicații în analiza matematică, studiul ecuațiilor diferențiale, geometrie algebrică și în alte ramuri matematice.

## Definiție
Fie {\displaystyle (A,+,\cdot )} un inel integru.
Se numește serie formală, într-o variabilă cu coeficienți în inelul {\displaystyle A,} o funcție {\displaystyle f:\mathbb {N} \to A.}
Fie mulțimea valorilor lui {\displaystyle f:\;\;Im\;f=\{a_{0},a_{1},a_{2},\cdots ,a_{n},\cdots \}.}
Acestei mulțimi i se asociază expresia:
{\displaystyle a_{0}+a_{1}T+a_{2}T^{2}+\cdots a_{n}T^{n}+\cdots ,}
unde {\displaystyle T=\{0,1,0,0,\cdots ,0,\cdots \}\in A^{\mathbb {N} }} este șirul de numere reale care are al doilea element 1, iar celelalte elemente zero.
Deoarece seriei formale i se poate asocia expresia de mai sus, în loc de {\displaystyle f:\mathbb {N} \to A} se mai scrie {\displaystyle f=a_{0}+a_{1}T+a_{2}T^{2}+\cdots a_{n}T^{n}+\cdots ,} iar elementele {\displaystyle a_{0},a_{1},a_{2},\cdots ,a_{n},\cdots } se numesc coeficienții seriei formale f.
Mulțimea seriilor formale într-o variabilă cu coeficienți în inelul integru {\displaystyle A} se notează {\displaystyle A[[T]].}

## Exemple
{\displaystyle 1)} Orice polinom într-o variabilă cu coeficienți în inelul {\displaystyle A} este o serie formală:
{\displaystyle f=a_{0}+a_{1}T+\cdots +a_{n}T^{n}+\cdots \in A[[T]],}
astfel încât există {\displaystyle k\in \mathbb {N} } pentru care {\displaystyle a_{k}\neq 0,} iar {\displaystyle a_{k+1}=a_{k+2}=\cdots =a_{k+s}=0,\;\forall s\geq 1.}
În acest caz, k se numește gradul polinomului f, iar f se mai scrie sub forma:
{\displaystyle f=a_{0}+a_{1}T+a_{2}T^{2}+\cdots +a_{n}T^{n}.}
Dacă {\displaystyle a_{k}=0,\;\forall k\in \mathbb {N} ,} atunci gradul polinomului f se consideră a fi {\displaystyle -\infty .}
{\displaystyle 2)}  {\displaystyle f=1+T+T^{2}+\cdots +T^{n}+\cdots \in \mathbb {Z} [[T]].}
{\displaystyle 3)}.  {\displaystyle f=1+{\frac {T}{3}}+{\frac {T^{2}}{9}}+{\frac {T^{3}}{27}}+\cdots +{\frac {T^{n}}{3^{n}}}+\cdots \in \mathbb {Q} [[T]].}
{\displaystyle 4)}  {\displaystyle f=T^{2}-2T^{3}+3T^{4}-\cdots +(n-1)(-1)^{n}T^{n}+\cdots \in \mathbb {Z} [[T]].}
{\displaystyle Observa{\underset {'}{t}}ie.}
În exemplul {\displaystyle 1} se vede că unui polinom într-o variabilă cu coeficienți în inelul A i se asociază un număr natural bine determinat, gradul acestuia.
Pentru o serie formală oarecare {\displaystyle f=a_{0}+a_{1}T+a_{2}T^{2}+\cdots \in A[[T]]} nu se mai poate defini noțiunea de grad, deoarece nu se știe dacă există un număr natural {\displaystyle k} astfel încât {\displaystyle a_{k+l}=0} pentru {\displaystyle l\geq 1.}
Există însă cel mai mic număr natural {\displaystyle l} pentru care {\displaystyle a_{l}\neq 0} (eventual {\displaystyle l=0}).

## Ordinul unei serii formale
{\displaystyle Defini{\underset {'}{t}}ie.}
Se numește ordinul seriei formale într-o variabilă cu coeficienți în inelul {\displaystyle A=a_{0}+a_{1}T+a_{2}T^{2}+\cdots +a_{n}T^{n}+\cdots } numărul:
{\displaystyle ord\;f={\begin{cases}\min\{i;a_{i}\neq 0\},&daca\;f\neq 0\\\infty &daca\;f=0.\end{cases}}}

## Operații cu serii formale
Fie {\displaystyle f=a_{0}+a_{1}T+\cdots +a_{n}T^{n}+\cdots } și {\displaystyle g=b_{0}+b_{1}T+\cdots +b_{n}T^{n}+\cdots } două serii formale într-o variabilă cu coeficienți în inelul {\displaystyle A.}
Se definește suma și produsul lor astfel:
{\displaystyle f+g=a_{0}+b_{0}+(a_{1}+b_{1})T+\cdots +(a_{n}+b_{n})T+\cdots }
{\displaystyle fg=a_{0}b_{0}+(a_{0}b_{1}+a_{1}b_{0})T+\cdots +(a_{0}b_{i}+a_{1}b_{i-1}+\cdots +a_{i-1}b_{1}+a_{i}b_{0})T^{i}+\cdots }
{\displaystyle Propozi{\underset {'}{t}}ie.}
Dacă {\displaystyle (A,+,\cdot )} este un inel comutativ, atunci și {\displaystyle (A,[[T]],+,\cdot )} este un inel comutativ.
{\displaystyle Demonstra{\underset {'}{t}}ie.}
"Adunarea" și "înmulțirea" seriilor formale într-o variabilă cu coeficienți în inelul comutativ {\displaystyle A} sunt asociative și comutative deoarece "adunarea" și "înmulțirea" din inelul {\displaystyle A} sunt asociative și comutative.
Seria formală {\displaystyle 0=0+0\cdot T+\cdots +0\cdot T^{n}+\cdots } este element neutru pentru adunarea seriilor formale.
Dacă {\displaystyle f=a_{0}+a_{1}T+\cdots +a_{n}T^{n}+\cdots \in A[[T]],} atunci seria formală {\displaystyle -f=-a_{0}+(-a_{1})T+\cdots +(-a_{n})T^{n}} este opusa seriei formale {\displaystyle f} întrucât {\displaystyle f+(-f)=(-f)+f=0.}
Seria formală  {\displaystyle 1=1+0\cdot T+\cdots +0\cdot T^{n}+\cdots } este element neutru pentru înmulțirea seriilor formale.

## Serii formale inversabile
{\displaystyle Propozi{\underset {'}{t}}ie.}
O serie formală într-o variabilă cu coeficienți în inelul comutativ {\displaystyle A:}
{\displaystyle f=a_{0}+a_{1}T+a_{2}T^{2}+\cdots +a_{n}T^{n}+\cdots }
este inversabilă în {\displaystyle A[[T]]} dacă și numai dacă elementul {\displaystyle a_{0}} este inversabil în {\displaystyle A.}
{\displaystyle Demonstra{\underset {'}{t}}ie.}
Se arată mai întâi că dacă seria formală {\displaystyle f=a_{0}+a_{1}T+a_{2}T^{2}+\cdots +a_{n}T^{n}+\cdots } este inversabilă în {\displaystyle A[[T]],} atunci {\displaystyle a_{0}} este inversabilă în {\displaystyle A.}
Fie {\displaystyle g=b_{0}+b_{1}T+b_{2}T^{2}+\cdots +b_{n}T^{n}+\cdots \in A[[T]]} astfel încât {\displaystyle (a_{0}+a_{1}T+a_{2}T^{2}+\cdots +a_{n}T^{n}+\cdots )\cdot (b_{0}+b_{1}T+b_{2}T^{2}+\cdots +b_{n}T^{n}+\cdots )=1.}
Atunci {\displaystyle a_{0}b_{0}=1,} deci {\displaystyle a_{0}} este inversabil în {\displaystyle A.}
Reciproc, acum se presupune că elementul {\displaystyle a_{0}} este inversabil în {\displaystyle A} și se arată că seria formală {\displaystyle f=a_{0}+a_{1}T+a_{2}T^{2}+\cdots +a_{n}T^{n}+\cdots } este inversabilă în {\displaystyle A[[T]].}
Pentru aceasta, se demonstrează că există o serie formală {\displaystyle g=b_{0}+b_{1}T+b_{2}T^{2}+\cdots +b_{n}T^{n}+\cdots \in a[[T]]} astfel încât {\displaystyle fg=1.}
Pentru aceasta, se arată că există elementele {\displaystyle b_{0},b_{1},b_{2},\cdots ,b_{n},\cdots \in A} astfel încât:
{\displaystyle a_{0}b_{0}=1}
{\displaystyle a_{0}b_{1}+a_{1}b_{0}=0}
{\displaystyle a_{0}b_{2}+a_{1}b_{1}+a_{2}b_{0}=0}
{\displaystyle \cdots \cdots \cdots \cdots \cdots \cdots }
{\displaystyle a_{0}b_{i}+a_{1}b_{i-1}+\cdots +a_{i-1}b_{1}+a_{i}b_{0}=0.}
{\displaystyle \cdots \cdots \cdots \cdots \cdots \cdots }
Din {\displaystyle a_{0}b_{0}=1} rezultă că {\displaystyle b_{0}=a_{0}^{-1}.}
Din {\displaystyle a_{0}b_{1}+a_{1}b_{0}=0} rezultă că {\displaystyle b_{1}=a_{0}^{-1}(-a_{1}b_{0}).}
Din {\displaystyle a_{0}b_{2}+a_{1}b_{1}+a_{2}b_{0}=0} rezultă că {\displaystyle b_{2}=a_{0}^{-1}(-a_{1}b_{1}-a_{2}b_{0}).}
Dacă se presupune că sunt determinați {\displaystyle b_{0},b_{1},\cdots ,b_{i-1},} atunci din relația {\displaystyle a_{0}b_{i}+a_{1}b_{i-1}+\cdots +a_{i-1}b_{1}+a_{i}b_{0}=0} rezultă că {\displaystyle b_{i}=a_{0}^{-1}(-a_{1}b_{i-1}-\cdots -a_{i-1}b_{1}-a_{i}b_{0}).}
Deci există o serie formală {\displaystyle g=b_{0}+b_{1}T+\cdots +b_{n}T^{n}+\cdots } astfel încât {\displaystyle fg=1.}

### Exemple de serii formale inversabile
{\displaystyle 1.} Fie {\displaystyle f=1-X\in \mathbb {Z} [[X]].} Deoarece {\displaystyle (1-X)(1+X+\cdots +X^{n}+\cdots )=1,} rezultă că:
{\displaystyle (1-X)^{-1}=1+X+X^{2}+\cdots +X^{n}+\cdots }
Se observă că {\displaystyle 1-X} este inversabil în {\displaystyle \mathbb {Z} [[X]],} dar nu este inversabil în {\displaystyle \mathbb {Z} [X].}
{\displaystyle 2.} Fie {\displaystyle f={\frac {1}{2}}-{\frac {1}{2}}T+{\frac {1}{2}}T^{2}\in \mathbb {Q} [[T]].}
Elementul {\displaystyle {\frac {1}{2}}\in \mathbb {Q} } este inversabil, deci seria formală {\displaystyle f} este inversabilă în {\displaystyle \mathbb {Q} [[T]].}
Se determină seria formală:
{\displaystyle f^{-1}=b_{0}+b_{1}T+\cdots +b_{n}T^{n}+\cdots \in \mathbb {Q} [[T]].}
Se obține: {\displaystyle \left({\frac {1}{2}}-{\frac {1}{2}}T+{\frac {1}{2}}T^{2}\right)\cdot (b_{0}+b_{1}T+\cdots +b_{n}T^{n}+\cdots )=1.}
Prin identificarea coeficienților, se obține:
|  | {\displaystyle {\frac {1}{2}}b_{0}=1,}                                                                                     | deci {\displaystyle b_{0}=2}  |
|  | {\displaystyle {\frac {1}{2}}b_{1}-{\frac {1}{2}}b_{0}={\frac {1}{2}}b_{1}-1=0,}                                           | deci {\displaystyle b_{1}=2}  |
|  | {\displaystyle {\frac {1}{2}}b_{2}-{\frac {1}{2}}b_{1}+{\frac {1}{2}}b_{0}={\frac {1}{2}}b_{2}-1+1={\frac {1}{2}}b_{2}=0,} | deci {\displaystyle b_{2}=0}  |
|  | {\displaystyle {\frac {1}{2}}b_{3}-{\frac {1}{2}}b_{2}+{\frac {1}{2}}b_{1}={\frac {1}{2}}b_{3}+1=0,}                       | deci {\displaystyle b_{3}=-2} |
|  | {\displaystyle {\frac {1}{2}}b_{4}-{\frac {1}{2}}b_{3}+{\frac {1}{2}}b_{2}={\frac {1}{2}}b_{4}+1=0,}                       | deci {\displaystyle b_{4}=-2} |
|  | {\displaystyle {\frac {1}{2}}b_{5}-{\frac {1}{2}}b_{4}+{\frac {1}{2}}b_{3}={\frac {1}{2}}b_{5}+1-1={\frac {1}{2}}b_{5}=0,} | deci {\displaystyle b_{5}=0}  |
|  | {\displaystyle {\frac {1}{2}}b_{6}-{\frac {1}{2}}b_{5}+{\frac {1}{2}}b_{4}={\frac {1}{2}}b_{6}-1=0,}                       | deci {\displaystyle b_{6}=2.} |

Deci coeficienții se repetă. Prin urmare:
{\displaystyle \left({\frac {1}{2}}-{\frac {1}{2}}T+{\frac {1}{2}}T^{2}\right)^{-1}=}
{\displaystyle =2+2T-2T^{3}-2T^{4}+\cdots -2T^{6k-2}+2T^{6k}+2T^{6k+1}-2T^{6k+3}-2T^{6k+4}+\cdots }

## Aplicații
Fie {\displaystyle f=1+T+T^{2}+\cdots \in \mathbb {Z} [[T]]} și {\displaystyle g=(1+T)(1+T^{2})(1+T^{4})\cdots \in \mathbb {Z} [[T]].}
Se arată că {\displaystyle f=g.}
Există relațiile:
{\displaystyle (1-T)f=(1-T)(1+T+T^{2}+\cdots )=1}
{\displaystyle (1-T)g=(1-T)(1+T)(1+T^{2})(1+T^{4})\cdot \cdots =(1-T^{2})(1+T^{2})(1+T^{4})\cdot \cdots =}
{\displaystyle =(1-T^{4})(1+T^{4})\cdot \cdots =(1_{T}^{2k})(1+T^{2k})(1+T^{2k+1})\cdot \cdots }
{\displaystyle \cdots \cdots \cdots \cdots \cdots =1} (deoarece toți coeficienții puterilor lui {\displaystyle T_{i}} sunt nuli).
Prin urmare {\displaystyle (1-T)f=(1-T)g.} Rezultă:
{\displaystyle (1-T)^{-1}(1-T)f=(1-T)^{-1}(1-T)g,} de unde {\displaystyle f=g.}
Se vor defini cu ajutorul seriilor formale unele funcții elementare care sunt utilizate frecvent.
Pentru a demonstra unele proprietăți ale acestor funcții, se va utiliza noțiunea de derivată a unei serii formale.
{\displaystyle Defini{\underset {'}{t}}ie.}
Se numește derivata seriei formale într-o variabilă cu coeficienți în inelul comutativ {\displaystyle A:}
{\displaystyle f=a_{0}+a_{1}T+\cdots +a_{n}T^{n}+\cdots }
seria formală:
{\displaystyle f^{\prime }=a_{1}+2a_{2}T+\cdot +na_{n}T^{n-1}+\cdots }
Derivata unei serii formale {\displaystyle f} se mai notează {\displaystyle df} sau {\displaystyle df/dT.}
Se remarcă faptul că dacă {\displaystyle f} este o serie formală într-o variabilă cu coeficienți reali, atunci {\displaystyle df} este derivata obișnuită a funcției {\displaystyle f:\mathbb {R} \to \mathbb {R} ,\;f(x)=a_{0}+a_{1}x+\cdots +a_{n}x^{n}+\cdots }
{\displaystyle Observa{\underset {'}{t}}ie.\;\;df=0\;\Leftrightarrow \;ord\;f=0.}

### Funcțiile trigonometrice formale
{\displaystyle Defini{\underset {'}{t}}ie.}
Se numește funcția sinus formal următoarea serie formală într-o variabilă cu coeficienți reali:
{\displaystyle \sin T=T-{\frac {T^{3}}{3!}}+{\frac {T^{5}}{5!}}-\cdots +(-1)^{k}{\frac {T^{2k+1}}{(2k+1)!}}+\cdots }
Se numește funcția cosinus formal următoarea serie formală într-o variabilă cu coeficienți reali:
{\displaystyle \sin T=1-{\frac {T^{2}}{2!}}+{\frac {T^{4}}{4!}}-\cdots +(-1)^{k}{\frac {T^{2k}}{(2k)!}}+\cdots }
{\displaystyle Teorem{\breve {a}}.}
Pentru funcțiile trigonometrice formale există relațiile:
{\displaystyle i)\;\sin(-x)=-\sin x,\;\cos(-x)=\cos x}
{\displaystyle ii)\;\sin 'x=\cos x,\;\cos 'x=-\sin x.}
{\displaystyle Demonstra{\underset {'}{t}}ie.}
{\displaystyle i)\;\sin(-x)=-x+{\frac {x^{3}}{3!}}-\cdots +(-1)^{k+1}+\cdots =-\sin x.}
{\displaystyle \cos(-x)=1-{\frac {x^{2}}{2!}}+{\frac {x^{4}}{4!}}-\cdots +(-1)^{k}{\frac {x^{2k}}{(2k)!}}+\cdots =\cos x.}
{\displaystyle ii)\;\sin 'x=1-3{\frac {x^{3}}{3!}}+\cdots +(-1)^{k}{\frac {(2k+1)x^{2k}}{(2k+1)!}}+\cdots =\cos x}
{\displaystyle \cos 'x=-{\frac {2x}{2!}}+\cdots +(-1)^{k}{\frac {2kx^{2k-1}}{(2k)!}}+\cdots =-\sin x.}
De remarcat faptul că: {\displaystyle \sin 0=0,\;\cos 0=1.}
{\displaystyle Teorem{\breve {a}}.}
Dacă {\displaystyle a,x\in \mathbb {R} } atunci :
{\displaystyle \sin(a+x)=\sin a\cdot \cos x+\cos a\cdot \sin x}
{\displaystyle \cos(a+x)=\cos a\cdot \cos x-\sin a\cdot \sin x.}
{\displaystyle Demonstra{\underset {'}{t}}ie.}
Se consideră seriile formale în variabila {\displaystyle x} cu coeficienți reali:
{\displaystyle F_{1}(x)=\sin(a+x)-\sin a\cdot \cos x-\cos a\cdot \sin x}
{\displaystyle F_{2}(x)=\cos(a+x)-\cos a\cdot \cos x+\sin a\cdot \sin x}
{\displaystyle F(x)=F_{1}^{2}(x)=F_{1}^{2}(x)+F_{2}^{2}(x).}
Se remarcă faptul că: {\displaystyle F_{1}(0)=F_{2}(0)=0.}
De asemenea:
{\displaystyle F'_{1}(x)=\cos(a+x)+\sin a\cdot \sin x-\cos a\cdot \cos x=F_{2}(x)}
{\displaystyle F'_{2}(x)=-\sin(a+x)+\cos a\cdot \sin x+\sin a\cdot \cos x=-F_{1}(x).}
Derivând și seria formală {\displaystyle F(x)} se obține:
{\displaystyle F'(x)=2F_{1}(x)F'_{1}(x)+2F_{2}(x)F'_{2}(x)=2F_{1}(x)F_{2}(x)-2F_{2}(x)F_{1}(x)=0.}
Dacă {\displaystyle F(x)} are ordinul zero, adică {\displaystyle F(x)=c,\;c\in \mathbb {R} .}
Însă {\displaystyle F(0)=0,} prin urmare {\displaystyle F(x)=0.}
De aici rezultă și {\displaystyle F_{1}(x)=F_{2}(x)=0,} deci:
{\displaystyle \sin(a+x)=\sin a\cdot \cos x+\cos a\cdot \sin x}
{\displaystyle \cos(a+x)=\cos a\cdot \cos x-\sin a\cdot \sin x.}

### Funcția exponențială
{\displaystyle Defini{\underset {'}{t}}ie.}
Se numește funcție exponențială funcția {\displaystyle \exp :\mathbb {R} \to \mathbb {R} } definită prin seria formală:
{\displaystyle \exp T=1+{\frac {T}{1!}}+\cdots +{\frac {T^{n}}{n!}}+\cdots }
{\displaystyle Propozi{\underset {'}{t}}ie.\;(\exp x)'=\exp x,\;\forall x\in \mathbb {R} .}
{\displaystyle Demonstra{\underset {'}{t}}ie.\;(\exp x)'=1+{\frac {2x}{2!}}+\cdots +{\frac {nx^{n-1}}{n!}}+\cdots =\exp x.}
{\displaystyle Teorem{\breve {a}}.\;\exp(x+y)=\exp x\cdot \exp y,\;\forall x,y\in \mathbb {R} .}
{\displaystyle Demonstra{\underset {'}{t}}ie.}
{\displaystyle \exp x\cdot \exp y=\left(1+{\frac {x}{1!}}+\cdots +{\frac {x^{n}}{n!}}+\cdots \right)\cdot \left(1+{\frac {y}{1!}}+\cdots +{\frac {y^{n}}{n!}}+\cdots \right)=}
{\displaystyle =a_{0}+a_{1}t+\cdots +a_{n}t^{n}+\cdots ,}
unde {\displaystyle a_{n}t^{n}=\sum _{p=0}^{n}{\frac {x^{p}y^{n-p}}{p!(n-p)!}}={\frac {1}{n!}}\sum _{p=0}^{n}{\frac {n!}{p!(n-p)!}}x^{p}y^{n-p}={\frac {1}{n!}}(x+y)^{n}.}
Prin urmare: {\displaystyle \exp x\cdot \exp y=1+{\frac {x+y}{1!}}+\cdots +{\frac {(x+y)^{n}}{n!}}+\cdots =\exp(x+y).}
Pentru funcția exponențială {\displaystyle \exp x} se mai folosește și notația {\displaystyle e^{x}.}
Se remarcă faptul că {\displaystyle \exp 0=1,\;\exp(-x)=(\exp x)^{-1},\;\exp x\neq 0,\;\forall x\in \mathbb {R} .}